# 伊達秀晃
伊達秀晃（だて ひであき、1985年4月11日 - ）は陸上競技選手（長距離種目）。山口県出身。防府市華陽中-大牟田高 - 東海大 - 中国電力(中国電力陸上競技部)。2015年引退。

## 略歴
同学年のライバル北村聡、松岡佑起、上野裕一郎とともに「学生四天王」と呼ばれていた。東海大学入学後はインカレや駅伝を中心に活躍を見せ、3年連続区間賞獲得（2度の区間新記録を含む）の活躍で2005年から2007年まで出雲駅伝3連覇や、第81回大会箱根駅伝の往路優勝に貢献した。
大学の1年後輩に同じ長距離種目で活躍中の佐藤悠基がいる。

## 主な戦績
- 2003年　インターハイ5000mで6位入賞（日本人2位）
- 2004年　日本インカレ5000mで2位（日本人1位）
- 2005年　箱根駅伝2区2位（日本人1位）
- 2005年　日本インカレ5000mで2位（日本人1位）・10000mで2位
- 2005年　ユニバーシアード10000m5位
- 2005年　出雲全日本大学選抜駅伝6区区間賞
- 2006年　関東インカレ5000mで2位（日本人1位）
- 2006年　出雲全日本大学選抜駅伝3区区間新
- 2007年　日本選手権10000mで3位
- 2007年　出雲全日本大学選抜駅伝4区区間新で佐藤悠基らと東海大3連覇（大会新記録）に貢献

## 記録
|                    | 5000m                           | 10000m                 | ハーフマラソン                                                 |
| ------------------ | ------------------------------- | ---------------------- | -------------------------------------------------------------- |
| 2001年 （高校1年） | 14分57秒51                      | 31分21秒3              |                                                                |
| 2002年 （高校2年） | 14分30秒12                      |                        |                                                                |
| 2003年 （高校3年） | 13分55秒95 ※（当時）高校歴代6位 | 29分30秒05             |                                                                |
| 2004年 （大学1年） | 14分00秒32                      | 29分06秒2              | 1時間02分08秒 ※自己ベスト ※ジュニア日本記録 ※日本人学生歴代7位 |
| 2005年 （大学2年） | 13分47秒74                      | 28分51秒54             | 1時間02分38秒                                                  |
| 2006年 （大学3年） | 13分37秒71 ※自己ベスト          | 28分21秒32 ※自己ベスト |                                                                |
| 2007年 （大学4年） | 13分43秒53                      | 28分25秒02             |                                                                |
| 2008年             | 13分51秒32                      | 28分49秒09             | 1時間03分13秒                                                  |
| 2009年             |                                 |                        |                                                                |